# جائزة بريتزكر
جائزة بريتزكر (بالإنجليزية: Pritzker Prize)‏ هي جائزة تُمنح سنويًا لتكريم أحد المعماريين الذين لا زالوا على قيد الحياة ، وبدأت منذ عام 1979 وبدأها جاي بريتزكر وزوجته سيندي، وما زالت عائلته المالكة لسلسلة فنادق هيات ريجنسي، هي التي تديرها حتى الآن، كما أنها تعتبر الجائزة الأكبر والأهم في مجال العمارة في العالم 
وغالبًا ما يشار إليها باسم جائزة نوبل للهندسة المعمارية ، كما أن الجائزة تمنح «بغض النظر عن الجنسية أو العرق أو العقيدة، أو أيديولوجية.»
يتلقى الفائز 100,000$ ، وشهادة استشهاد، ومنذ عام 1987، ميدالية برونزية. تصاميم على الميدالية هي مستوحاة من أعمال المهندس المعماري لويس سوليفان، بينما النقش اللاتيني مستوحاة على عكس الميدالية — فيرميتاس، أوتيليتاس، فينوستاس (الإنجليزية: الحزم، والسلع الأساسية وفرحة) – من المهندس المعماري الروماني فيتروفيو. قبل عام 1987، سلمت طبعة محدودة النحت لهنري مور رافقت الجائزة النقدية، ولكن القيمة الأهم للجائزة تأتي من الشهرة والاحترام الذان يكتسبهما الفائز في العالم أجمع.
اعتبارا من عام 2009، تقلدت مارثا ثورن منصب المدير التنفيذي للجائزة، وتلتمس الترشيحات من بين مجموعة من الناس، بما في ذلك الحائزين على الجائزة في الماضي والأكاديميين والنقاد وغيرهم «من ذوي الخبرة والاهتمام في مجال الهندسة المعمارية». ويمكن أيضًا لمهندس مرخص تقديم طلب شخصي للحصول على الجائزة قبل 1 نوفمبر من كل عام. مثل ماحدث في عام 1988، حيث قام غوردون بونشافت بترشيح نفسه للحصول على الجائزة وفاز بها في نهاية المطاف.
لجنة التحكيم، في كل عام تتألف من خمسة إلى تسعة، خبراء مهنيين معترف بهم في حقولهم الخاصة للهندسة المعمارية، والأعمال التجارية، والتعليم، والنشر، والثقافة"، وتعتمد هذه اللجنة في وقت مبكر من العام التالي قبل أن يعلن الفائز في الربيع،  رئيس لجنة الجائزة الحالي هو اللورد بالومبو؛ وسبقه في هذا المنصب كل من كارتر براون (1979-2002)، واللورد روتشيلد (2003-04).
أول فائز بالجائزة هو فيليب جونسون سنة 1979، لمجمل أعماله على مدار خمسين عاماً من الخيال والحيوية متجسدة في عدد هائل من المتاحف والمسارح، والمكتبات، منازل، حدائق وهياكل الشركات". وفي عام 2004، أصبحت زها حديد أول امرأة تفوز بالجائزة. وفي عام 2010، أصبح ريو ناشيزاوا أصغر فائز بالجائزة في سن 44. وقد حصل عليها مع سيما كازويو. الفائز الأكثر حداثة، في عام 2013، هو المهندس المعماري الياباني تويو إيتو.

## قائمة الفائزين بها
| السنة | الفئز                                    | الجنسية                  | صورة                                                              | نموذج من أعماله (سنة الإنجاز) | نموذج من أعماله (سنة الإنجاز)                       | موقع الحفل                                    | مصادر         |
| ----- | ---------------------------------------- | ------------------------ | ----------------------------------------------------------------- | ----------------------------- | --------------------------------------------------- | --------------------------------------------- | ------------- |
| 1979  | فيليب جونسون                             | الولايات المتحدة         | The inaugural laureate فيليب جونسون behind an architectural model |                               | المنزل الزجاجي (1949)                               | دمبارتون أوكس                                 | [ 16 ]        |
| 1980  | لويس براغان                              | المكسيك                  |                                                                   |                               | أبراج الأقمار الصناعية (1957)                       | دمبارتون أوكس                                 | [ 5 ]         |
| 1981  | جيمس ستيرلنغ                             | المملكة المتحدة          |                                                                   |                               | المكتبة التاريخية سيلي (1968)                       | مبنى المتحف الوطني                            | [ 17 ]        |
| 1982  | كيفن روشي                                | الولايات المتحدة         |                                                                   |                               | مركز مؤسسة فورد للعدالة الاجتماعية (1967)           | معهد شيكاغو للفنون                            | [A]           |
| 1983  | إيو مينغ بي                              | الولايات المتحدة         |                                                                   |                               | المعرض الوطني للفنون، المبنى الشرقي (1978)          | متحف المتروبوليتان للفنون                     | [B]           |
| 1984  | ريتشارد ماير                             | الولايات المتحدة         |                                                                   |                               | المتحف العالي للفن (1983)                           | المعرض الوطني للفنون                          | [ 3 ]         |
| 1985  | هانس هولاين                              | النمسا                   |                                                                   |                               | متحف أبتيبيرج (1982)                                | مكتبة هنتنغتون                                | [ 3 ]         |
| 1986  | غوتفريت بوم                              | ألمانيا الغربية          | –                                                                 |                               | مكتبة مركز شباب اغليسيا، كولونيا (1968)             | شركة وورشيبفول للمشغولات الذهبية              | [ 3 ]         |
| 1987  | كنزو تانغه                               | اليابان                  |                                                                   |                               | كاتدرائية سانت ماري، طوكيو (1964)                   | متحف كيمبل للفن                               | [ 20 ]        |
| 1988  | جوردون بانشافت                           | الولايات المتحدة         | –                                                                 |                               | مكتبة بينيك للكتب النادرة و المخطوطات (1963)        | معهد شيكاغو للفنون                            | [ 3 ]         |
| 1988  | أوسكار نيماير                            | البرازيل                 |                                                                   |                               | كاتدرائية برازيليا (1958)                           | معهد شيكاغو للفنون                            | [ 3 ]         |
| 1989  | فرانك جيري                               | كندا · الولايات المتحدة  |                                                                   |                               | قاعة حفلات والت ديزني (1999–2003)                   | تودائي-جي                                     | [C]           |
| 1990  | ألدو روسي                                | إيطاليا                  |                                                                   |                               | متحف بونيفانتن (1990)                               | بالازو غراسي                                  | [ 21 ]        |
| 1991  | روبرت فينتوري                            | الولايات المتحدة         |                                                                   |                               | متحف لندن الوطني، جناح سينسبري (1991)               | قصر اتوربيدي                                  | [ 22 ]        |
| 1992  | ألفارو سيزا                              | البرتغال                 |                                                                   |                               | معرض اكسبو 98 (1998)                                | مكتبة هارولد واشنطن                           | [ 23 ]        |
| 1993  | فوميكو ماكي                              | اليابان                  |                                                                   |                               | صالة الألعاب الرياضية بطوكيو (1991)                 | قلعة براغ                                     | [ 20 ]        |
| 1994  | كريستيان دو بورتسامبارك                  | فرنسا                    | –                                                                 |                               | سفارة فرنسا, برلين (2003)                           | الكومنز، كولومبوس, إنديانا                    | [ 24 ]        |
| 1995  | تاداو أندو                               | اليابان                  |                                                                   |                               | مركز مؤتمرات ناجاراجاوا (1995)                      | قصر فيرساي                                    | [ 25 ]        |
| 1996  | رافاييل مونيو                            | إسبانيا                  |                                                                   |                               | قصر كورساي (1999)                                   | مركز غيتي                                     | [ 19 ]        |
| 1997  | سفيري فيهن                               | النرويج                  | –                                                                 |                               | متحف الجليد النرويجي (1991)                         | متحف غوغنهايم بلباو                           | [ 14 ]        |
| 1998  | رينزو بيانو                              | إيطاليا                  |                                                                   |                               | مطار كانساي الدولي (1994)                           | البيت الأبيض                                  | [ 26 ]        |
| 1999  | نورمان فوستر                             | المملكة المتحدة          | 1999 winner Norman نورمان فوستر, يلقي خطابا خلف ليكتورن           |                               | جسر الألفية في لندن (2000)                          | متحف ألتيس                                    | [ 19 ]        |
| 2000  | ريم كولهاس                               | هولندا                   |                                                                   |                               | كاسا دا ميوزيكا، بورتو (2003)                       | الحديقة الأثرية في القدس                      | [ 27 ]        |
| 2001  | هيرتسوغ ودي مورون                        | سويسرا                   |                                                                   |                               | متحف تايت الحديث (2000)                             | مونتيسيلو                                     | [ 28 ]        |
| 2002  | غلين موركوت                              | أستراليا                 |                                                                   |                               | نزل مياه بيرورا (1983)                              | هضبة كابيتولين لمايكل أنجيلو                  | [ 29 ]        |
| 2003  | يورن أوتسون                              | الدنمارك                 | –                                                                 |                               | دار أوبرا سيدني (1973)                              | الأكاديمية الملكية للفنون الجميلة سان فرناندو | [ 30 ]        |
| 2004  | زها حديد                                 | المملكة المتحدة · العراق |                                                                   |                               | جناح جسر (2008)                                     | متحف الإرميتاج                                | [D]           |
| 2005  | توم ماين                                 | الولايات المتحدة         |                                                                   |                               | المبنى الفيدرالي بسان فرانسيسكو (2007)              | جناح جاي بريتزكر                              | [ 31 ]        |
| 2006  | باولو مندس دا روشا                       | البرازيل                 |                                                                   |                               | مصلى سان بيتر، ساو باولو (1987)                     | قصر طولمه باغتشه                              | [ 32 ]        |
| 2007  | ريتشارد روجرز                            | المملكة المتحدة          |                                                                   |                               | بناء لويدز (1986)                                   | منزل بانكيوتينغ , وايتهول                     | [ 33 ]        |
| 2008  | جان نوفل                                 | فرنسا                    |                                                                   |                               | توري أغبار (2005)                                   | مكتبة الكونغرس                                | [ 19 ] [ 34 ] |
| 2009  | بيتر زومثور                              | سويسرا                   |                                                                   |                               | تيرميه فال (1996)                                   | قصر المجلس التشريعي لمدينة بوينس آيرس         | [ 19 ] [ 35 ] |
| 2010  | كازوو سيجيما و ريو نيشيزاوا              | اليابان                  |                                                                   |                               | متحف القرن 21 للفن المعاصر, كانازاوا (2003)         | جزيرة إيليس                                   | [ 19 ]        |
| 2011  | إدواردو سوتو دي مورا                     | البرتغال                 |                                                                   |                               | ملعب بلدية براغا، براغا (2004)                      | قاعة أندرو ميلون                              | [ 36 ]        |
| 2012  | وانغ شو                                  | الصين                    |                                                                   |                               | متحف نينغبو، نينغبو (2008)                          | قاعة الشعب الكبرى، بكين                       | [ 37 ]        |
| 2013  | تويو إيتو                                | اليابان                  |                                                                   |                               | ميدياثيك سنداي، سنداي (2001)                        | متحف و مكتبة جون ف. كينيدي الرئاسية، بوسطن    | [ 15 ]        |
| 2014  | شيجيرو بان                               | اليابان                  |                                                                   |                               | مركز جورج بومبيدو ميتز، ميتز (2010)                 | متحف ريكز، أمستردام                           | [ 38 ]        |
| 2015  | فراي أوتو                                | ألمانيا                  |                                                                   |                               | الملعب الأولمبي في ميونخ (1972)                     |                                               |               |
| 2016  | اليخاندرو أرافينا                        | تشيلي                    |                                                                   |                               | أبراج سياميس، الجامعة البابوية الكاثوليكية في تشيلي | مقر الأمم المتحدة، نيويورك                    | [ 39 ] [ 40 ] |
| 2017  | كيرم بيجم، رافاييل أراندا، رامون فيلالتا | إسبانيا                  |                                                                   |                               | مكتبة سان أنتوني، برشلونة                           | قصر أكاساكا، طوكيو                            | [ 41 ]        |
| 2018  | بالكريشنا فالتيداس دوشي                  | الهند                    |                                                                   |                               | المعهد الهندي للإدارة بنغالور                       | متحف آغا خان، تورنتو                          | [ 42 ]        |
| 2019  | اراتا ايسوزاكي                           | اليابان                  |                                                                   |                               | Art Tower Mito (1990)                               | قصر فرساي                                     | [ 43 ]        |
| 2020  | إيفون فاريل وشيلي مكنمارا                | أيرلندا                  |                                                                   |                               | مبنى جامعة بوكوني (2007)                            | عبر الإنترنت                                  | [ 47 ]        |
| 2021  | جان فيليب فاسال وآن لاكاتون              | فرنسا                    |                                                                   |                               | المدرسة الوطنية للهندسة المعمارية، نانت (2009)      | عبر الإنترنت                                  | [ 49 ]        |
| 2022  | Diébédo Francis Kéré                     | بوركينا فاسو ألمانيا     |                                                                   |                               | مركز هندسة الأرض، موبتي، مالي (2010)                | كلية لندن للاقتصاد مبنى مارشال، لندن          | [H]           |
| 2023  | دافيد تشيبرفيلد                          | الولايات المتحدة         |                                                                   |                               | متحف برلين الجديد، برلين (1997–2009)                | الأغورا القديمة في أثينا                      | [ 51 ]        |
| 2024  | Riken Yamamoto                           | اليابان                  |                                                                   |                               | متحف يوكوسوكا للفنون، كاناغاوا، اليابان (2007)      | معهد شيكاغو للفنون                            | [I]           |

### الملاحظات
a  ولد روش في إيرلندا.
b  بي ولد في الصين.
c  جيري ولد في كندا.
d  زها ولدت في العراق.
e  ولد إي إي روجرز في إيطاليا لعائلة إنجليزية إيطالية.
† منح الجائزة بعد وفاته.
g  أقيم حفل هذه الدورة عبر الإنترنت بسبب جائحة فيروس كورونا.
h  ولد كيري في بوركينا فاسو.
i  ولد ياماموتو في الصين لأبوين يابانيين عندما كانت تحت الاحتلال الياباني.

## الجدل
في عام 2013، قدمت منظمة طلابية تدعى «المرأة في تصميم» في «مدرسة الدراسات العليا للتصميم في جامعة هارفارد» عريضة باسم دنيس سكوت براون تلقي الاعتراف المشترك مع شريكها، الفائز بالجائزة روبرت فنتوري، لتعزيز النقاش حول التمييز على أساس الجنس في الهندسة المعمارية في الماضي. ووفقا صحيفة نيو يورك تايمز تضمنت العريضة مايلي: «لقد تجدد التوترات التي استمرت زمنا طويلا في مجال العمارة حول ما إذا كانت المرأة دائماً مرفوضة المكانة التي تستحقها في حقل الجائزة المرموقة التي لم تعط للمرأة حتى عام 2004، عندما فازت بها زها حديد». على الرغم من أن الالتماس قد حظي بتأييد دولي لعدة مستلمين ماضيين، قال هيئة المحلفين أنه لا يمكن إعادة النظر عمل هيئات المحلفين في الماضي، بغية الاعتراف بعمل دينيس سكوت براون ولو وينيو، الذين شاركوا أزواجهم في الفوز بالجائزة في عام 1991، و 2012 على التوالي. وقد قالت سكوت براون سي إن إن «كامرأة، شعرت بأنني مستبعدة من نخبة العمارة طوال حياتي المهنية»، وأن «على جائزة بريتزكر على مغالطة، حيث أنها تستند على أن الهيكل العظيم هو عمل رجل على حساب العمل التعاوني».

## وصلات خارجية
- الموقع الرسمي للجائزة